# Airam Cabrera
Airam López Cabrera (ur. 21 października 1987 w Puerto de la Cruz) – hiszpański piłkarz występujący na pozycji napastnika.
Cabrera to wychowanek CD Tenerife, w swojej karierze grał także w takich klubach, jak Laguna, Villarreal B, Córdoba CF, CD Numancia, CD Lugo, Cádiz CF oraz Korona Kielce.